# Sophie Stjernstedt
Sophie Louise Stjernstedt, född 19 augusti 1845 på Katrineborg, Nedre Ulleruds socken, Värmland, död 3 juli 1927 i Stockholm, var en svensk målare.

## Biografi
Stjernstedt var dotter till kaptenen och friherren Johan Wilhelm Stjernstedt och Sofia Christina Uggla. Hon var brorsdotter till Edvard August Stjernstedt och faster till Marika Stiernstedt. Hon flyttade hemifrån när hon var fjorton år. När hon var 25 år dog hennes föräldrar och hon flyttade till sin syster i Lund där hon bestämde sig för att bli konstnär.
Hon sökte och blev antagen som elev hos ett flertal mästare, bland annat hos Edvard Bergh i Stockholm, Frederik Rohde i Köpenhamn som följdes av studier i Düsseldorf, Berlin och för Hans Gude i Karlsruhe samt sedermera i Paris för Louis Émile Dardoize och Lucien Simon samt en studieresa till Italien där hon drabbades av malaria, vilket nästan tog hennes liv. Hennes läkare skickade hem henne med stränga order att aldrig mer resa till Italien. Under Paristiden fick hon ställa ut på Salongen. Efter sina studier drev hon i tre års tid en målarskola i Lund men vistades därefter huvudsakligen i Frankrike eller Schweiz. Under 1890-talet och några år in på 1900-talet bodde hon under vinterhalvåret mestadels i Nice och under sommaren i Aix-les-Bains. I Frankrike målade hon små skisser i olja eller akvarell som såldes i bokaffärer för 100 eller 150 francs styck.
Hon förde ett bohemiskt liv och skaffade aldrig under sitt liv en fast bostad och med hennes stora frihetsbehov yttrade sig i att hon vanligen bodde i hyrda möblerade rum med kofferten som divan. I Nice och Aix-les-Bains var hon ofta en ansedd gäst i de anseddes kretsar och umgicks där såväl som i Köpenhamn med drottning Louise av Danmark. Hon besökte gärna kasinot i Monte Carlo och sitt blygsamma föräldraarv satte hon delvis in i mer eller mindre suspekta investeringar. Tillsammans med Kerstin von Post var hon under Paristiden delägare i ett skattgrävarprojekt och senare var hon medinvesterare när väninnan ruinerade sig genom ett kolgruveföretag på Färöarna. Hon var alltid "okonstlat personlig, förtjusande omedveten, troende alla om gott – utom möjligen unga karlar."[källa behövs] När Konstnärsförbundet bildades ansökte hon om medlemskap men Richard Bergh avslog hennes ansökan med att "hon är alldeles för impressionistisk. Neoimpressionistisk."[källa behövs]
Hon återvände till Sverige 1901 efter att hon några år väntat på att hennes hund Polkas skulle dö, hon ville inte att den skulle behöva ligga i karantän vid gränsen och dessutom förstod den bara franska. I fortsättning vistades hon vanligen i Arild under sommarhalvåret medan vintern tillbringades i Stockholm. Hon var bosatt i Värmland 1907–1910 och tillbringade då vinterhalvåren i Göteborg men återgick därefter till sitt växelboende Arild–Stockholm. Sin vana trogen hyrde hon hela tiden möblerade rum av någon gammal ensam fröken.   
Hon medverkade några gånger i Charlottenborgs vårutställningar, Konstföreningen för södra Sveriges utställningar i Malmö, de Nordiska konstutställningarna i Köpenhamn, Konstakademiens utställningar i Stockholm, Valands utställningar i Göteborg och utställningar arrangerade av Föreningen Svenska Konstnärinnor. På 1880-talen medverkade hon i Parissalongen och Royal Academy of Arts utställningar i London. Hennes konst består av romantiskt hållna kustmotiv från Arild i Skåne samt Norska fjordar. Stjernstedt är representerad vid Nationalmuseum och kung Kristian IX:s konstsamling.
Sophie Stjernstedt är begravd på Norra begravningsplatsen utanför Stockholm.